# Нажа Анастасія Гордіївна
Анастасія Гордіївна Нажа (1920 — ?) — українська радянська діячка, головний лікар дільничної лікарні села Іркліїв Чорнобаївського району Черкаської області. Депутат Верховної Ради СРСР 6—7-го скликань.

## Життєпис
Народилася в селянській родині. Рано залишилася без батька. До 1941 року навчалася в Харківському державному медичному інституті.
Під час німецько-радянської війни перебувала в евакуації. У 1941—1943 роках — робітниця заводу, медична сестра здоровпункту, поліклініки.
У 1944 році закінчила Ленінградський медичний інститут, який після евакуації базувався в місті Кисловодську.
У 1944—1959 роках — завідувач лікарської дільниці радгоспу Ростовської області РРФСР; терапевт Чернівецької обласної лікарні; районний терапевт Мойсівської дільничної лікарні; районний терапевт і районний фтизіатр дільничної лікарні села Іркліїв.
З 1959 року — головний лікар дільничної лікарні села Іркліїв Чорнобаївського району Черкаської області.
Член КПРС з 1964 року.

## Нагороди
- орден Леніна
- медалі
- Грамота Президії Верховної Ради Української РСР